# La Cruz (Costa Rica)
La Cruz es el distrito primero y ciudad cabecera del cantón de La Cruz, en la provincia de Guanacaste, de Costa Rica.

## Ubicación
La ciudad de La Cruz se encuentra a 19 km al sur de Peñas Blancas, en la frontera con Nicaragua.

## Geografía
La Cruz cuenta con un área de 344,39 km² y una altitud media de 255 m s. n. m.

## Demografía
Para el año 2022, La Cruz cuenta con una población estimada de 12 439 habitantes, y para el último censo efectuado, en 2011, La Cruz contaba con una población de 9195 habitantes.

## Localidades
- Barrios: Corazón de Jesús, Fátima, Irvin, Orosí, Pinos, Santa Rosa, El Jobo, Peñas Blancas.
- Poblados: Bellavista, Bello Horizonte, Brisas, Cacao, Carrizal, Carrizales, Colonia Bolaños, Copalchí, Infierno, Libertad, Monte Plata, Montes de Oro, Pampa, Pegón, Piedra Pómez, Puerto Soley, Recreo, San Buenaventura, San Dimas, San Paco, San Roque, Santa Rogelia, Soley, Sonzapote, Tempatal, Vueltas, Los Andes, Guapinol.

## Transporte

### Carreteras
Al distrito lo atraviesan las siguientes rutas nacionales de carretera:
- Ruta nacional 1
- Ruta nacional 4
- Ruta nacional 935
- Ruta nacional 938
- Ruta nacional 939

## Galería

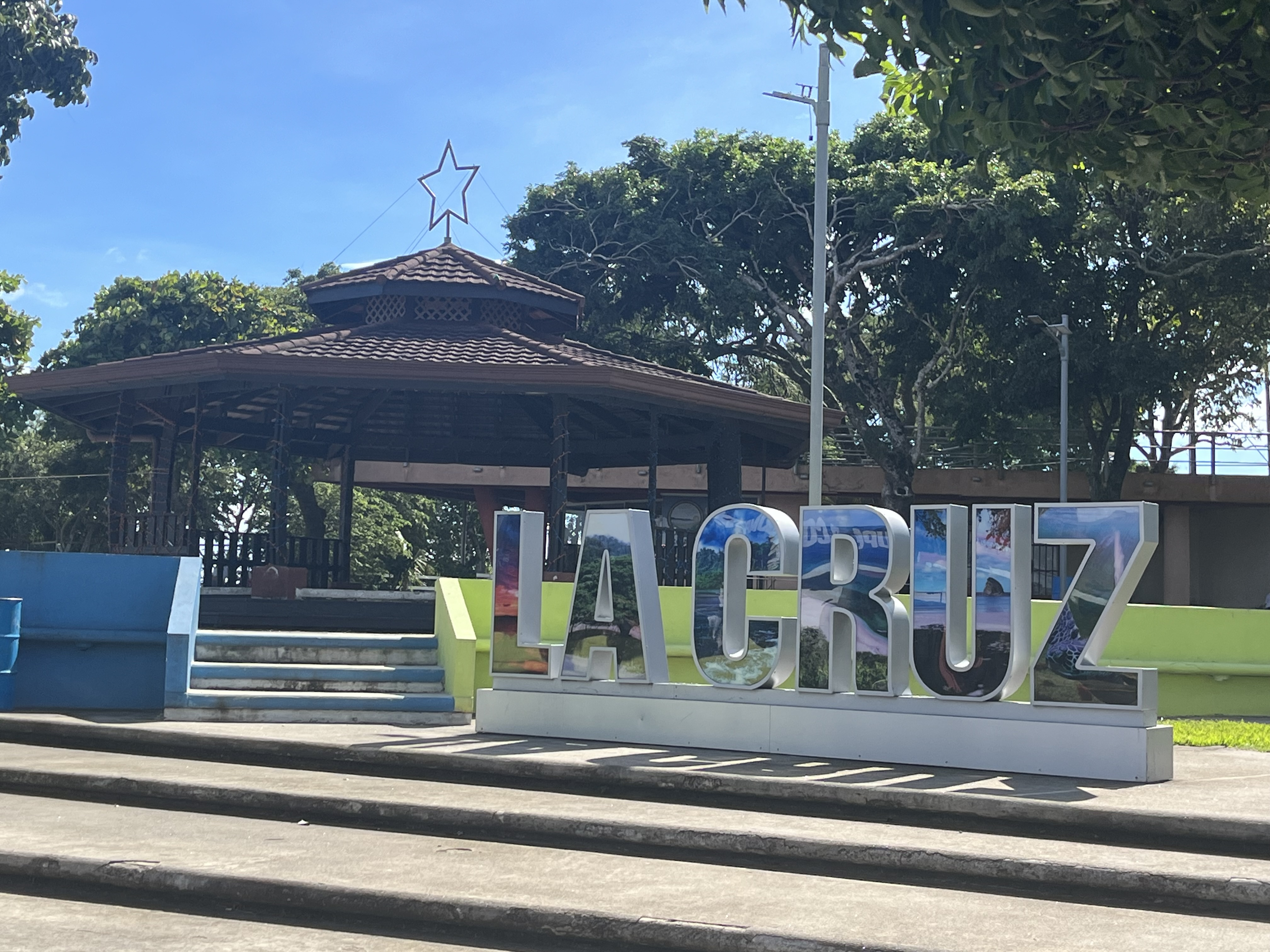
Parque central de La Cruz, Guanacaste, Costa Rica.
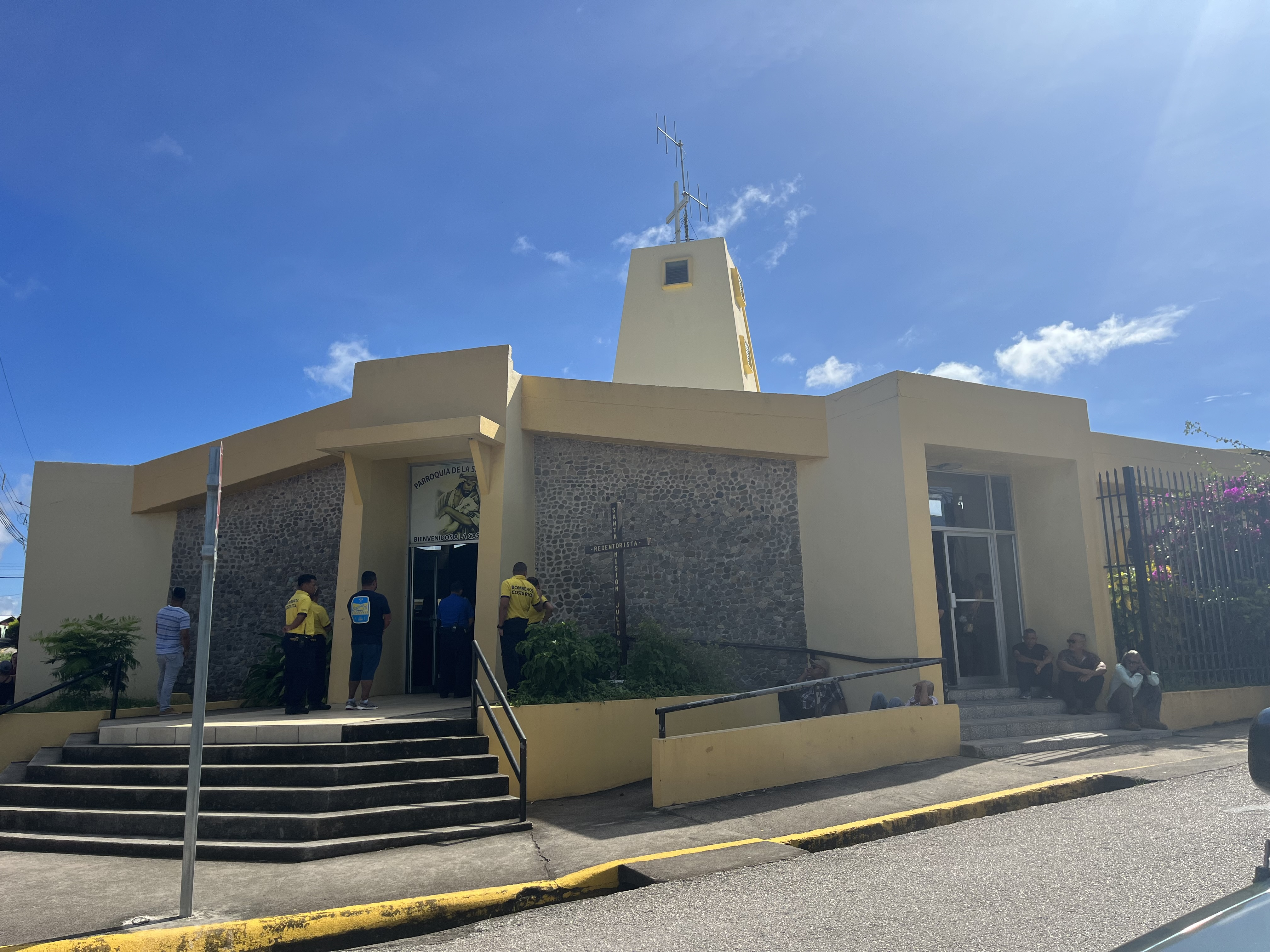
Templo católico La Cruz, Guanacaste, Costa Rica.
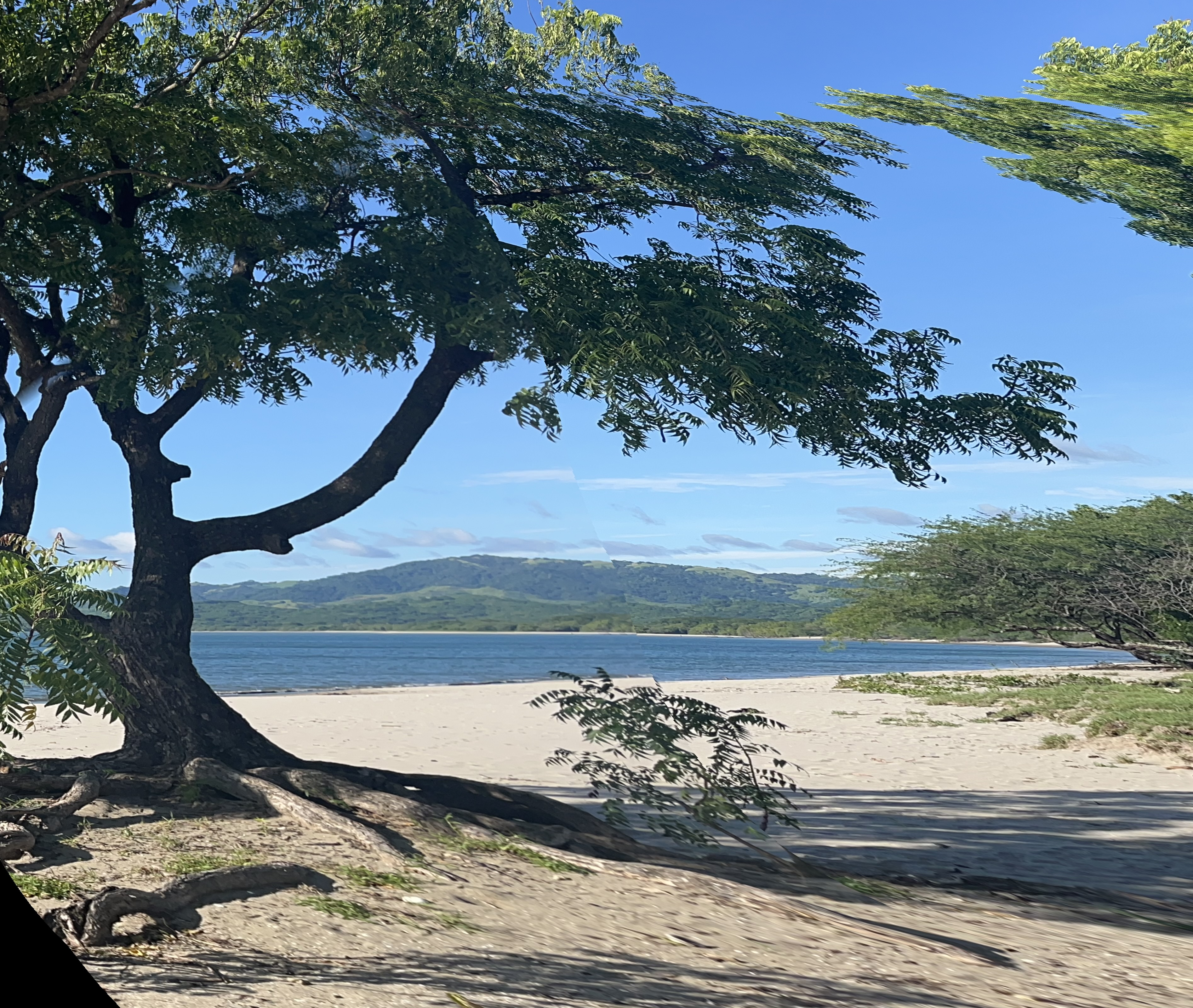
Playa Soley, La Cruz, Guanacaste, Costa Rica.
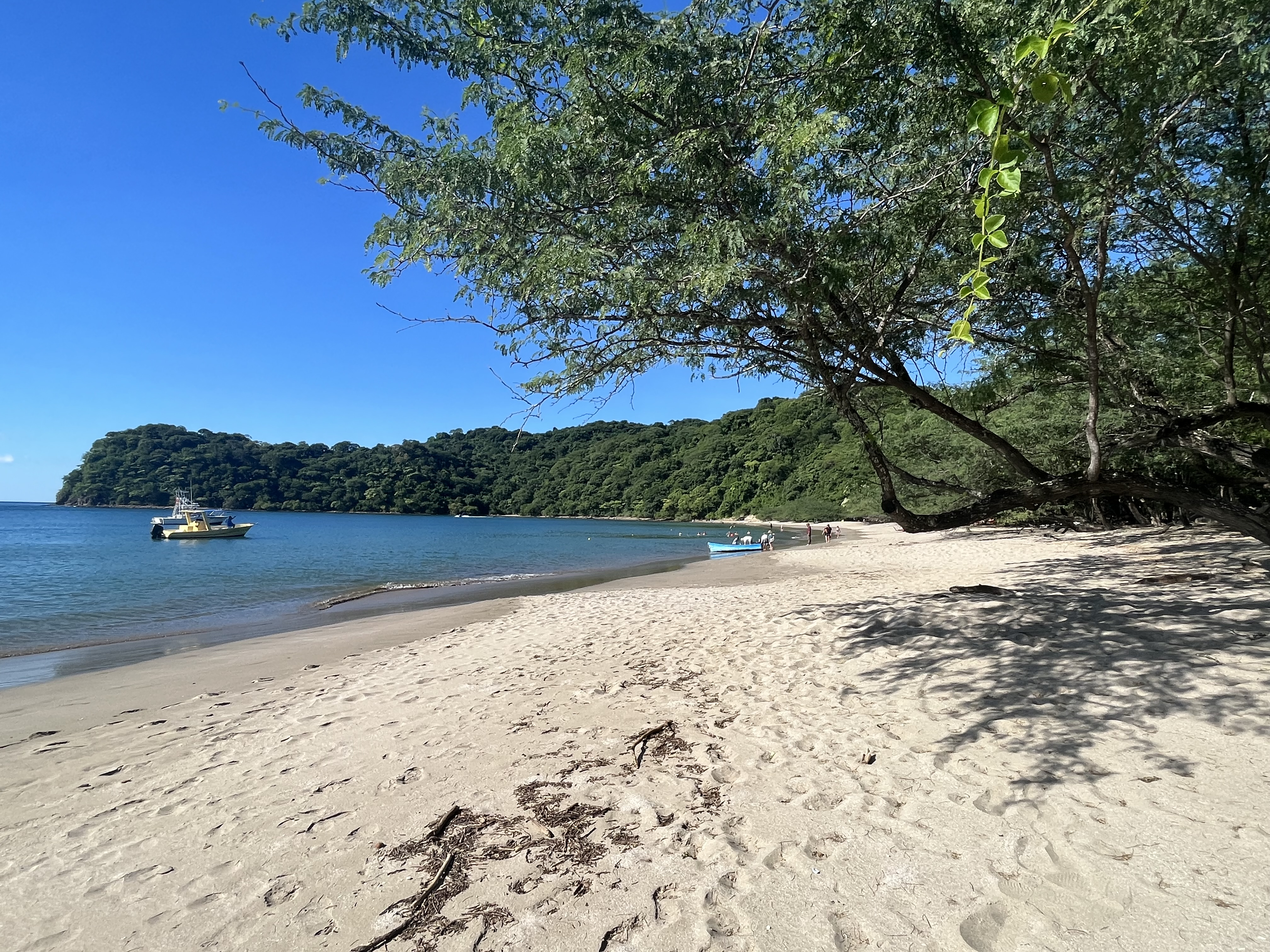
Playa El Jobo La Cruz, Guanacaste.
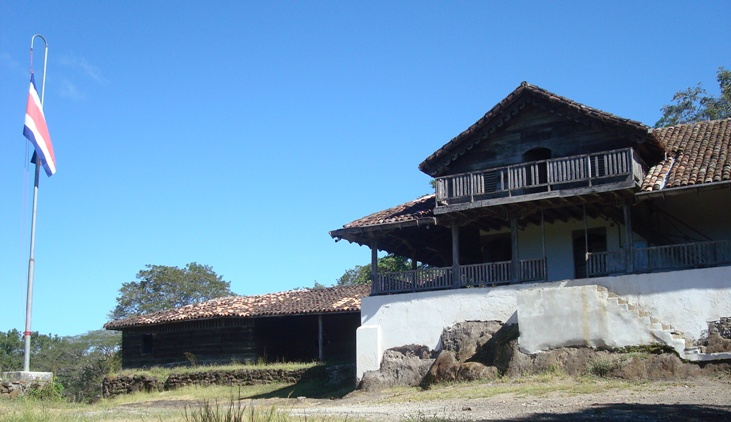
Casona de Santa Rosa donde en la Campaña Nacional de 1856-1857 Costa Rica venció a EE UU